# Метод натянутых нитей

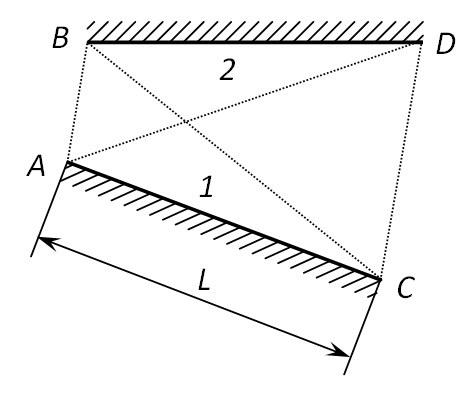
Иллюстрация расчёта угловых коэффициентов методом натянутых нитей

Метод натянутых нитей (тж. метод поточной алгебры, метод лучистой алгебры) — метод расчёта угловых коэффициентов излучения, предложенный в 1935 году Л.Г. Поляком и теоретически обоснованный Хоттелем и Сэрофимом в 1967 году. Метод позволяет путём простого расчёта найти угловые коэффициенты для двумерных поверхностей, бесконечно протяжённых в одном направлении и характеризующихся идентичностью всех поперечных сечений, перпендикулярных оси бесконечной протяжённости.

## Суть метода
Суть метода натянутых нитей проиллюстрирована на рисунке. Имеются две поверхности 1 и 2, между которыми происходит теплопередача излучением. Угловой коэффициент {\displaystyle F_{1\rightarrow 2}} равен сумме длин пересекающихся нитей AD и BC, натянутых между краями поверхности, минус сумма длин непересекающихся нитей AB и CD, делённой на удвоенную длину первой поверхности:
{\displaystyle F_{1\rightarrow 2}={\frac {AD+BC-AB-CD}{2L}}.}
Метод применим также для частного случая расположения поверхностей, когда они касаются краями. Например, если на рис. точки A и B соприкасаются, то длина нити AB равна нулю, а длины нитей BC и AD равны, соответственно, длинам первой и второй поверхностей.
В случае, если происходит теплообмен между несколькими поверхностями, образующими в плане замкнутый многоугольник, метод обеспечивает равенство единице суммы всех угловых коэффициентов излучения от любой из поверхностей ко всем остальным:
{\displaystyle \sum _{i=1,i\neq k}^{n}F_{k\rightarrow i}=1.}